# Бертіл Ерікссон
Бертіл Ерікссон (швед. Bertil Ericsson, 6 листопада 1908, Фалун — 18 серпня 2002) — шведський футболіст, що грав на позиції півзахисника за клуби АІК та «Сандвікен», а також національну збірну Швеції.

## Клубна кар'єра
У дорослому футболі дебютував 1931 року виступами за команду АІК, в якій провів один сезон. 
1932 року перейшов до клубу «Сандвікен», за який відіграв 12 сезонів. Завершив професійну кар'єру футболіста виступами за цю команду у 1944 році.

## Виступи за збірну
1933 року дебютував в офіційних матчах у складі національної збірної Швеції. Протягом кар'єри у національній команді, яка тривала 5 років, провів у її формі 10 матчів, забивши 10 голів.
Зокрема відзначився двома голами у грі відбору на чемпіонат світу 1934 року проти збірної Естонії. Шведи подолали кваліфікаційний раунд, проте до їх заявки на фінальну частину світової першості Бертіл Ерікссон не потрапив.
Натомість був у складі збірної учасником футбольного турніру на Олімпійських іграх 1936 року в Берліні.
Помер 18 серпня 2002 року на 94-му році життя.